# Куп Радивоја Кораћа 2010.
Куп Радивоја Кораћа је 2010. године одржан по четврти пут као национални кошаркашки куп Србије, а осми пут под овим именом.  Домаћин завршног турнира био је Ниш у периоду од 18. до 21. фебруара 2010, а сви мечеви су одиграни у Спортском центру Чаир.

## Учесници
На завршном турниру учествује укупно 8 екипа, а право учешћа клуб може стећи по једном од три основа:
- Као учесник Јадранске лиге 2009/10. (5 екипа)
  - По овом основу пласман су обезбедили Партизан, Црвена звезда, Раднички Крагујевац, Хемофарм ШТАДА и ФМП Железник.
- Као освајач Купа КСС (1 екипа)
  - По овом основу пласман је обезбедио Раднички Баскет.
- Као две најбоље пласиране екипе на половини првог дела такмичења у Кошаркашкој лиги Србије 2009/10. (2 екипе)
  - По овом основу пласман су обезбедили ОКК Београд и Металац.

## Дворана
| Ниш                  | НишКуп Радивоја Кораћа 2010. на карти Србије |
| Спортски центар Чаир | НишКуп Радивоја Кораћа 2010. на карти Србије |
| Капацитет: 4.800     | НишКуп Радивоја Кораћа 2010. на карти Србије |
|                      | НишКуп Радивоја Кораћа 2010. на карти Србије |

## Четвртфинале
Жреб парова четвртине финала Купа Радивоја Кораћа 2010. обављен је 4. фебруара 2010. у просторијама Кошаркашког савеза Србије, у Београду.
| 18. 2. 2010. 18:00 |                                       | Партизан | 75 : 57 | Раднички Баскет | Спортски центар Чаир, Ниш |  |
| 18. 2. 2010. 18:00 | Четвртине: 24-11, 13-19, 19-10, 19-17 |          |         |                 | Спортски центар Чаир, Ниш |  |

| 18. 2. 2010. 20:00 |                                     | Хемофарм ШТАДА | 80 : 39 | Металац | Спортски центар Чаир, Ниш |  |
| 18. 2. 2010. 20:00 | Четвртине: 19-7, 17-10, 25-9, 19-13 |                |         |         | Спортски центар Чаир, Ниш |  |

| 19. 2. 2010. 18:00 |                                      | Раднички Крагујевац | 80 : 65 | ОКК Београд | Спортски центар Чаир, Ниш |  |
| 19. 2. 2010. 18:00 | Четвртине: 22-22, 21-15, 14-9, 23-19 |                     |         |             | Спортски центар Чаир, Ниш |  |

| 19. 2. 2010. 20:00 |                                       | Црвена звезда | 76 : 79 | ФМП Железник | Спортски центар Чаир, Ниш |  |
| 19. 2. 2010. 20:00 | Четвртине: 17-18, 27-21, 19-24, 13-16 |               |         |              | Спортски центар Чаир, Ниш |  |

## Полуфинале
Према пропозицијама такмичења први полуфинални пар сачињавају тимови победници четвртфиналних мечева одиграних првог дана, а други полуфинални пар сачињавају тимови победници четвртфиналних мечева одиграних другог дана.
| 20. 2. 2010. 18:00 |                                        | Партизан | 69 : 64                        | Хемофарм ШТАДА | Спортски центар Чаир, Ниш Гледаоци: 5.000 Судије: Илија Белошевић, Драган Нешковић, Марко Јурас |  |
| 20. 2. 2010. 18:00 | Четвртине: 13-24, 19-24, 21-6, 16-10   |          |                                |                | Спортски центар Чаир, Ниш Гледаоци: 5.000 Судије: Илија Белошевић, Драган Нешковић, Марко Јурас |  |
| 20. 2. 2010. 18:00 | Поени: Мекејлеб 22 Скокови: Робертс 11 |          | Марковић, Мачван 15 Марковић 5 |                | Спортски центар Чаир, Ниш Гледаоци: 5.000 Судије: Илија Белошевић, Драган Нешковић, Марко Јурас |  |

| 20. 2. 2010. 20:00 |                                            | Раднички Крагујевац | 83 : 84                              | ФМП Железник | Спортски центар Чаир, Ниш Гледаоци: 2.000 Судије: Миливоје Јовчић, Милија Војиновић, Милан Мажић |  |
| 20. 2. 2010. 20:00 | Четвртине: 27-18, 22-22, 11-20, 23-24      |                     |                                      |              | Спортски центар Чаир, Ниш Гледаоци: 2.000 Судије: Миливоје Јовчић, Милија Војиновић, Милан Мажић |  |
| 20. 2. 2010. 20:00 | Поени: Алексић 33 Скокови: Милосављевић 10 |                     | Самарџиски 22 Самарџиски, Радуљица 9 |              | Спортски центар Чаир, Ниш Гледаоци: 2.000 Судије: Миливоје Јовчић, Милија Војиновић, Милан Мажић |  |

## Финале
| 21. 2. 2010. 20:00 |                                       | Партизан | 72 : 62                  | ФМП Железник | Спортски центар Чаир, Ниш Гледаоци: 4.000 Судије: Илија Белошевић, Миливоје Јовчић, Драган Нешковић |  |
| 21. 2. 2010. 20:00 | Четвртине: 18-16, 16-15, 16-18, 22-13 |          |                          |              | Спортски центар Чаир, Ниш Гледаоци: 4.000 Судије: Илија Белошевић, Миливоје Јовчић, Драган Нешковић |  |
| 21. 2. 2010. 20:00 | Поени: Мекејлеб 16 Скокови: Марић 7   |          | Радуљица 18 Самарџиски 9 |              | Спортски центар Чаир, Ниш Гледаоци: 4.000 Судије: Илија Белошевић, Миливоје Јовчић, Драган Нешковић |  |

| Освајач Купа Радивоја Кораћа 2010. |
| ---------------------------------- |
| Партизан 3. титула.                |